# Югра (банк)
«Югра́» — российский частный банк, принадлежавший бизнесмену Алексею Хотину. Полное наименование — Публичное акционерное общество банк «Югра». Штаб-квартира — в Москве. По размеру активов на июль 2016 года занимал 30-е место среди российских банков. 28 июля 2017 года у «Югры» отозвана лицензия на осуществление банковских операций.

## История
Банк «Югра» был основан в городе Мегионе Тюменской области в 1990 году на базе отделения Промстройбанка СССР. В 1992 году преобразован в акционерный коммерческий банк (акционерное общество закрытого типа) «Югра». В 1994 году открыт филиал в Москве. В 1995 году банк присоединился к системе SWIFT. В том же году стал членом валютной секции ММВБ. В 1999 году банк стал выпускать собственные банковские карты Eurocard/Mastercard и Cirrus/Maestro. К 2012 году банк занимал 272-е место по величине активов.
В 2013 году банк «Югра» стал официальным спонсором российской спортивной организации Ночная хоккейная лига. В 2016 году совместно с «Ночной хоккейной лигой» была выпущена кобрендинговая дебетовая платёжная карта члена лиги, которая является членским билетом. Кроме того, банк «Югра» внедрил программу лояльности для держателей этих карт с системой скидок.
В 2013 году в банк пришли новые акционеры[кто?]. С 1 января 2013 по 1 января 2016 года активы банка выросли в 38 раз. Тем самым, по объёму активов банк переместился с 261‑го места (1 января 2013 года) на 28‑е место (1 января 2016 года). В основном банк в этот период рос за счёт привлечения вкладов населения. Так, в 2013 году вклады увеличились в 5,5 раза, а в 2014 и 2015 годах — в два раза ежегодно. За счёт привлечения вкладов банк кредитует в основном корпоративный сектор (доля просрочки по этому портфелю составляла 0,2 %). Высокое качество кредитного портфеля может свидетельствовать о финансировании бизнесов реальных владельцев банка — Алексея и Юрия Хотиных (в течение этого времени банком владели 12 физлиц). Подобная бизнес-модель вызывала негативную реакцию в ЦБ РФ.
В январе 2016 года среди владельцев «Югры» появился Алексей Хотин, имевший миноритарный пакет акций в 0,48 %. В 2017 году ему принадлежало 52,42 % акций через швейцарскую Radamant Financial AG, в конце июня в капитал банка вошло принадлежащее предпринимателю АО «Прямые инвестиции».
По итогам 2016 года банк занял первое место среди российских банков по убыткам из-за доначисления капитала по требованию ЦБ. В 2016 году её объем составил 28,6 млрд руб., с начала 2017 года — еще 25 млрд руб. К 1 июня 2017 года нетто-активы банка составляли 322,32 млрд рублей (30-е место в России), обязательства перед населением — 181,30 млрд. В апреле 2017 года в банке произошёл технический сбой, после которого была проведена внеплановая проверка ЦБ.

## Отзыв лицензии и начало ликвидации банка
10 июля 2017 года Центральный банк России ввёл в «Югре» временную администрацию и наложил «мораторий на удовлетворение требований кредиторов банка из-за неустойчивого финансового положения и наличия угрозы интересам его кредиторов и вкладчиков». Для вкладчиков и индивидуальных предпринимателей произошедшее означало наступление страхового случая и будущее возмещение вкладов размером до 1,4 млн рублей. Право на получение страхового возмещения получили более 260 тыс. вкладчиков, общая сумма возмещения перед ними была оценена в 173 млрд рублей. 14 июля 2017 года ЦБ выбрал банки ВТБ-24, Россельхозбанк, Сбербанк, Уралсиб и ФК Открытие для осуществления выплат страхового возмещения с 20 июля 2017 года. Акционеры банка заявляли о готовности провести санацию за свой счёт.
Вечером 19 июля Генеральная прокуратура РФ опротестовала приказы Банка России, касающиеся деятельности банка.

Данные приказы изданы безосновательно, так как не было учтено, что Банк России, как при осуществлении надзорных функций, так и в ходе проведения проверок, не выявлял нарушений банком «Югра» обязательных нормативов.
Таким образом, основания для назначения временной администрации по управлению ПАО Банк «Югра» отсутствуют. ПАО Банк «Югра» является финансово-устойчивой кредитной организацией, обладает необходимым запасом ликвидности, имеет достаточное количество средств для осуществления деятельности.
Введение временной администрации повлечет ущерб для федерального бюджета в связи с осуществлением страховых выплат на сумму более 170 млрд рублей, снизит доступность кредитования малого и среднего бизнеса, ускорит инфляционные процессы и ухудшит инвестиционный климат в стране.
В связи с изложенным Генеральная прокуратура Российской Федерации потребовала отменить приказы Банка России.

Это был первый подобный случай вмешательства Генеральной прокуратуры в деятельность Банка России за много лет. Официально о приостановке выплат страхового возмещения объявлено не было. «Коммерсантъ» опубликовал сообщение о том, что вечером 19 июля 2017 года Агентство по страхованию вкладов разослало по банкам-агентам распоряжение о приостановлении выплат. Глава банка-агента «ВТБ-24» Михаил Задорнов заявил, что действительно после поступления прокурорского протеста Генеральной прокуратуры Банк России и Агентство по страхованию вкладов поначалу приняли решение приостановить выплаты страхового возмещения, но после прошедших в ночь с 19 на 20 июля 2017 года консультаций все же решили не приостанавливать выплаты. Несмотря на прокурорский протест, 20 июля 2017 года начались выплаты страхового возмещения вкладчикам банка «Югра». К концу июля было выплачено 100 из 169 млрд руб, за 260 тыс. вкладчиков «Югры» началась борьба между крупнейшими российскими банками, предлагавшими новым клиентам специальные предложения по банковским вкладам. К 16 августа 2017 года было выплачено 156,1 млрд руб. 188,3 тыс. вкладчиков.
28 июля 2017 года Центральный банк России отозвал лицензию на осуществления банковских операций. После этого Центробанк подал иск о ликвидации «Югры». Не дожидаясь его рассмотрения, временная администрация начала ликвидацию банка. 10 августа 2017 года временная администрация издала приказ, которым более 1600 сотрудников «Югры» получили уведомления о предстоящем увольнении по сокращению штатов. Таким образом, через два месяца эти люди будут уволены с выплатой выходного пособия. В штате «Югры» оставлены только 100 сотрудников. В августе 2017 года стало известно, что 54 сотрудника филиала «Югры» в Тюмени обратились в прокуратуру в связи с тем, что им задерживали выплату заработной платы. После того, как началась проверка, зарплату выплатили. В сентябре 2017 года назначенный временный управляющий банком Галина Алексенцева издала приказ, которым разрешила сотрудникам банка не присутствовать на рабочих местах с 6 сентября 2017 года.
Отзыв лицензии у «Югры» вызвал протесты части вкладчиков банка. В конце августа 2017 года в Тюмени до 300 человек вышли на митинг, в ходе которого потребовали передать их вклады в случае банкротства «Югры» другому банку в порядке конкурса, а также установить общественный контроль за деятельностью Центробанка. Кроме того, вкладчики «Югры», депозиты которых превышают покрываемые страховым возмещением 1,4 млн руб. (поэтому они не могут рассчитывать на получение в рамках страховки полной суммы вклада) обратились к Валентине Матвиенко, Сергею Нарышкину и главе Комитета Государственной думы Российской Федерации Анатолию Аксакову письма, в которых просили:
- Ввести ответственность для Банка России за ненадлежащее исполнение своих функций, повлекшее причинение имущественного вреда физическим и юридическим лицам;
- Исключить Агентство по страхованию вкладов из числа получателей первой очереди при банкротстве банка и выплачивать Агентству только после того, как свои деньги получать вкладчики (как граждане, так и юридические лица);
- Изучить ситуацию вокруг закрытия банка «Югра».

Бывший председатель «Югры» подал иск в Арбитражный суд города Москвы, прося признать приказ о лишении лицензии незаконным. Иск был принят к производству. 15 августа 2017 года суд отказал истцам в привлечении в качестве третьего лица по иску Генеральной прокуратуры Российской Федерации. Однако третьим лицом по делу привлечен Уполномоченный по защите прав предпринимателей в Российской Федерации Борис Титов.
К 8 сентября 2017 года отрицательный капитал банка «Югра» достиг отметки в 86,09 млрд руб, в то время как 28 июля этот показатель равнялся 2,04 млрд рублей.
10 октября 2017 года Арбитражный суд Москвы отклонил иск собственников банка, признав законным введение в «Югре» временной администрации. Истец подал апелляционную жалобу на это решение. 15 января 2018 года Девятый арбитражный апелляционный суд отклонил апелляционную жалобу и решение Арбитражного суда Москвы от 18 октября 2017 года вступило в законную силу.
В январе 2018 года продолжались протесты вкладчиков «Югры» из числа «превышенцев» — то есть тех, у которых размер вклада больше, чем 1,4 млн рублей страхового возмещения от Агентства по страхованию вкладов. «Превышенцы» создали инициативную группу, представители которой обращались к Президенту России с жалобами.
19 апреля 2019 года рамках дела, возбужденного по факту хищения денежных средств (ч. 4 ст. 160 УК РФ) банка на 7,5 млрд руб был задержан бывший владелец банка «Югра» Алексей Хотин. Операцию проводили совместно СКР, МВД и ФСБ.